# Mike Dunleavy
Mike Dunleavy, születési nevén Michael James Dunleavy (Scranton, Pennsylvania, 1961. május 5. –) amerikai politikus, 2018 óta Alaszka állam kormányzója. Előtte 2013 és 2018 között a Republikánus Párt tagjaként az Alaszkai Szenátus tagja volt.